# فتح علي أويسي
فتح علي أويسي (الفارسية: فتحعلی اویسی؛ 11 كانون الثاني 1946 - 5 تشرين الأول 2021 م) كان ممثلًا ومخرجًا إيرانيًا.

## السيرة
اشتهر أويسي بأفلام مثل القبطان خورشيد [الإنجليزية]
 (1987)، و "بانو" (1999)، وهامون [الإنجليزية]
 (1990)، وعاشق [الإنجليزية]
 (1992)، وكاكتوس [الإنجليزية]
. فيلميه الإخراجيين هما ساربولاند ومريم وميتيل. دخل في غيبوبة في 30 أيلول 2021 بسبب سكتة دماغية حادة، وتُوفي في 5 تشرين الأول 2021 عن عمر يناهز 75 عامًا بسبب كوفيد-19.

## روابط خارجية
- فتح علي أويسي في قاعدة بيانات الأفلام على الإنترنت